# Giczy Csaba
Giczy Csaba (Cham, Németország, 1945. augusztus 5. –) olimpiai ezüstérmes, háromszoros világbajnok kajakozó, Zakariás Mária olimpiai bronzérmes kajakozó férje.

## Életpályája
Németországban született 1945-ben. 1958-tól a Budapesti Vasas Izzó kajakozója volt. Elsősorban ezer és tízezer méteres távokon, kettes és négyes hajókban volt eredményes. Egyéni versenyszámban legjobb eredménye az 1969-ben 500 méteren nyert magyar bajnoki cím. 1965-től 1978-ig szerepelt a magyar válogatottban. A jelentősebb nemzetközi versenyeken összesen tizennégy érmet, köztük három világbajnoki és egy Európa-bajnoki aranyérmet szerzett. A magyar csapat tagja volt az 1968. évi és az 1976. évi olimpián, 1968-ban, Mexikóvárosban egy ezüst- és egy bronzérmet nyert. 1979-ben visszavonult. A magyar ifjúsági válogatott szövetségi kapitánya volt. Kammerer Zoltánnak volt az ifjúsági szövetségi kapitánya is.
1978-ban a budapesti Kandó Kálmán Műszaki Főiskolán üzemmérnöki, 1983-ban a Testnevelési Főiskolán kajak–kenu szakedzői oklevelet szerzett. 1982-től 1991-ig a Tungsram SC kajak–kenu edzője, majd az UKSC ( Újpesti Kajak Sport Club) szakosztályvezetője és edzője lett.

## Sporteredményei

### Olimpiákon
- olimpiai 2. helyezett: 
  - 1968, Mexikóváros: kettes, 1000 m (3:38,44 – Timár István)
- olimpiai 3. helyezett: 
  - 1968, Mexikóváros: négyes, 1000 m (3:15,10 – Timár István, Szöllősi Imre, Csizmadia István)
- olimpiai 8. helyezett:
  - 1976, Montreal: négyes, 1000 m (3:14,67 – Deme József, Romhányi Zoltán, Rátkai János)

### Világbajnokságokon
- háromszoros világbajnok:
  - 1971, Belgrád: 4×500 m váltó (7:26,6 – Hesz Mihály, Szabó István, Csapó Géza)
  - 1973, Tampere:
  - négyes, 1000 m (3:07,84 – Deme József, Rátkai János, Vargha Csongor)
  - négyes 10 000 m (36:14,58 – Kralován Géza, Nagy Tibor, Vargha Csongor)
- háromszoros világbajnoki 2. helyezett
  - 1971, Belgrád: négyes, 10 000 m (36:13 – Timár István, Mészáros György, Vargha Csongor)
  - 1974, Mexikóváros: négyes, 10 000 m (38:33,55 – Romhányi Zoltán, Szabó István, Vargha Csongor)
  - 1977, Pancserevo: négyes, 10 000 m (35:54,45 – Herczeg Iván, Joós István, Rátkai János)
- kétszeres világbajnoki 3. helyezett:
  - 1970, Koppenhága: négyes, 1000 m (3:08,41 – Timár István, Várhelyi Péter, Szabó István)
  - 1974, Mexikóváros: négyes, 1000 m (3:22,98 – Deme József, Rátkai János, Vargha Csongor)
- világbajnoki 4. helyezett:
  - 1975, Belgrád: négyes, 10 000 m (35:00,70 – Romhányi Zoltán, Vargha Csongor, Vásárhelyi Péter)
- világbajnoki 5. helyezett
  - 1970, Koppenhága: kettes, 1000 m (3:24,36 – Timár István)

### Európa-bajnokságokon
- Európa-bajnok:
  - 1969, Moszkva: kettes, 10 000 m (41:32,20 – Timár István)
- Európa-bajnoki 2. helyezett:
  - 1965, Snagov: kettes, 10 000 m (43:37,35 – Novotny László)
- kétszeres Európa-bajnoki 3. helyezett:
  - 1969, Moszkva:
    - 4×500 m váltó (7:41,91 – Csizmadia István, Hesz Mihály, Szöllősi Imre)
    - kettes, 1000 m (3:40,00 – Timár István)

### Magyar bajnokságokon
- kilencszeres magyar bajnok:
  - egyes, 500 m: 1969
  - kettes, 10 000 m: 1969, 1970, 1971, 1972, 1976
  - négyes, 10 000 m: 1974, 1978, 1979